# Alexander von Kluck
Alexander Heinrich Rudolph von Kluck (Münster, Westfalia; 20 de mayo de 1846 - Berlín, Alemania; 19 de octubre de 1934) fue un general alemán durante la Primera Guerra Mundial.

## Biografía
Nació en Münster, Westfalia, y peleó tanto en la guerra austro-prusiana de 1866 como en la guerra franco-prusiana. Ascendió sin inconvenientes a través de los rangos del Ejército alemán y en 1913 fue designado inspector general de Distrito del VII Ejército.
Cuando estalló la guerra, se le encargó el comando del I Ejército alemán. De acuerdo con el Plan Schlieffen, el Primer Ejército era parte de la robusta ala derecha posicionada en el extremo occidental del avance alemán a través de Bélgica y Francia. Este flanco occidental debía avanzar paralelamente al II Ejército de Karl von Bülow hacia París. Al llegar a París en conjunto, ambos ejércitos amenazarían París desde el oeste y el este, respectivamente. 
Tras enfrentar a los británicos en Mons y Le Cateau, el I Ejército persiguió al V Ejército francés de Charles Lanrezac durante la gran retirada. Sin embargo, a 45 km de París y anticipando un encuentro con el V Ejército francés, el cauteloso von Bülow detuvo el avance de su II Ejército y demandó el apoyo directo de von Kluck. 
Para entonces, el agresivo von Kluck había desplazado su I Ejército bastante al sur de la posición de von Bülow, a 25 km al norte de París. A pesar de que estaba frustrado por la cautela de von Bülow, el 31 de agosto von Kluck marchó con su ejército hacia el sureste para apoyar al II Ejército. Al hacerlo, von Kluck expuso su propio flanco derecho en dirección a París y además creó una brecha de 50 km en la línea alemana extendida hacia el inmóvil II Ejército de von Bülow.
Esta maniobra permitió al general Michel-Joseph Maunoury lanzar un ataque al mando de su VI Ejército contra el flanco de von Kluck desde París, dando inicio a la Batalla del Marne. El 8 de septiembre, el general Louis Franchet d’Espèrey (quien había reemplazado a Lanrezac) al mando del V Ejército francés lanzó un ataque sorpresa contra el II Ejército de von Bülow que agrandó aún más la brecha existente en la línea alemana, situación que fue aprovechada por la Fuerza Expedicionaria Británica. Para el 10 de septiembre, los aliados habían rechazado a la débil línea del Ejército alemán, que retrocedió 65 km hacia el río Aisne. Desde entonces, se crearon trincheras que perduraron años hasta el final de la guerra.
El fracaso de von Bülow y von Kluck en su tarea de mantener una ofensiva efectiva fue uno de los principales motivos por los cuales el Plan Schlieffen, que estaba destinado a ser un golpe decisivo contra Francia, no tuvo éxito, dando inicio a la Guerra de trincheras. Alexander von Kluck fue herido de gravedad en la pierna en marzo de 1915 y se retiró del servicio activo en octubre de 1916. Sus memorias de posguerra fueron publicadas en 1920. Murió en Berlín el 19 de octubre de 1934.
- Datos: Q60252
- Multimedia: Alexander von Kluck / Q60252